# Epicauta longicollis
Epicauta longicollis är en skalbaggsart som först beskrevs av Leconte 1853.  Epicauta longicollis ingår i släktet Epicauta och familjen oljebaggar. Inga underarter finns listade i Catalogue of Life.